# Догана (футбольний клуб)
Футбольний клуб «Догана» (італ. Gruppo Sportivo Dogana) — колишній сан-маринський футбольний клуб із села Догана.

## Історія
Спортивний клуб «Догана» був заснований у 1970 році. Клуб був заснований у 1970 році, а в 2000 році об'єднався з клубом «Ювенес» у новий клуб «Ювенес-Догана». У 1970 році клуб розпочав виступами в розіграшах Кубка Сан-Марино, а в 1977 і в 1979 роках виграв кубок. Після організації чемпіонату країни в 1985 році «Догана» дебютувала в чемпіонаті Сан-Марино, і в першому сезоні зайняла 8-ме місце. У наступному сезоні в розіграші ліги клуб зайняв 4-те місце, та кваліфікувався до серії плей-оф, зупинившись на стадії півфіналу. У сезоні 1989—1990 років «Догана» зайняла 9-те місце, та вибула до другого дивізіону. Після об'єднання двох ліг у 1996 році клуб знову грав у вищому дивізіоні Сан-Марино. У сезоні 1996—1997 років клуб зайняв 8-ме місце в групі, в сезоні 1997—1998 років зайняв 7-ме місце в групі, а в сезоні 1998—1999 років піднявся на п'яте місце в групі. У сезоні 1999—2000 років «Догана» зайняла 6-те місце в групі. Улітку 2000 року клуб об'єднався з клубом «Ювенес» у новий клуб «Ювенес-Догана».

## Кольори і форма клубу
Кольорами клубу були червоний і білий. У домашніх матчах клуб найчастіше грав у білих футболках, синіх трусах та білих гетрах.

## Стадіон
Клуб «Догана» проводив домашні матчі на стадіоні «Стадіо ді Догана Еціо Конті» в Догані місткістю 1200 глядачів.

## Титули і досягнення
- Володар Кубка Сан-Марино (2): 1977, 1979